# Войнаровский, Андрей Иванович
Андрей Иванович Войнаровский (укр. Андрій Іванович Войнаровський; около 1680—1740) — племянник и доверенное лицо Ивана Мазепы, есаул Войска Запорожского в 1701—1709 гг., впоследствии один из лидеров мазепинцев. Главный герой поэмы К. Ф. Рылеева «Войнаровский» (1825).

## Биография
Сын шляхтича Ивана Войнаровского происходил из казацкой старшины Гетманщины. По материнской линии был наследником своего бездетного дяди, гетмана Ивана Мазепы.
Мазепа надеялся в обход гетманских выборов передать племяннику власть, нарушив традицию выборности гетманов на Украине. Он дал племяннику хорошее европейское образование, сначала в Киево-Могилянской академии, а впоследствии в лучших университетах Германии. Для того чтобы племянник пользовался поддержкой российских придворных кругов, дядя пытался сосватать для Войнаровского сестру царского фаворита А. Д. Меншикова.
С 1701 Войнаровский служил есаулом — помощником гетмана. С 1705 Войнаровский — на царской службе. Мазепа поручил его тогда особому покровительству графа Г. И. Головкина, а в 1707 он уже атаман пятитысячного отряда, посланного Мазепою под Люблин в усиление армии Меншикова, откуда Войнаровский возвратился осенью того же года.
Войнаровский был одним из немногих казацких старшин, которых Мазепа посвятил в свой тайный замысел о переходе на сторону противника Петра I — шведского короля Карла XII.
Осенью 1708 года Войнаровскому была поручена важная задача контролировать перемещение вблизи украинских границ русских войск во главе с князем Меншиковым, и именно его известие от 23 октября 1708 г. о намерениях русского военачальника идти в гетманскую столицу Батурин, заставило украинского гетмана оставить лагерь царя и направить свои полки на соединение со шведами.
Английский посол в Москве Чарльз Уитворт тогда докладывал в Лондон следующее:

Здесь все считают, что главным советником и помощником гетмана был его сестринец (племянник) Войнаровский, человек молодой, но образованный и способный.
После этого Андрей Войнаровский исполняет обязанности связного между гетманом и королём и участвует в боях под Веприком, где на рубеже 1708—1709 годов гарнизон, состоящий из 1100 русских солдат и нескольких сотен казаков Харьковского полка, более 2-х недель выдерживал осаду армии шведского короля Карла XII и гетмана Мазепы. Понеся ощутимые потери, нападавшие овладели Веприком и сожгли его. Затем Войнаровский овладел Гадячем, где за проявленную отвагу заслужил от Карла XII довольно лестные оценки.
Позже, получив чин полковника гвардии, он состоял на службе в шведского короля, а польский король Станислав Лещинский назначил Войнаровского коронным воеводою Речи Посполитой.
После поражения шведского короля под Полтавой летом 1709 Войнаровский сопровождает Мазепу в эмиграцию в Османскую империю, где гетман умер в городе Бендеры (ныне Молдавия).
После смерти Мазепы Войнаровский получил в наследство его богатства (недвижимость Мазепы была признана Карлом XII частной собственностью, а не собственностью Запорожского казачества). На выборах нового гетмана в 1710 кандидатура Войнаровского называется в числе вероятных претендентов. Однако, его претензии на наследство своего дяди ограничились лишь имущественными вопросами, и Войнаровский добровольно отказался от булавы. Там же, в Бендерах, он женился на Анне Мирович, представительнице известной казацко-старшинской семьи Левобережной Украины.
В 1710—1711 годах вместе с ближайшим соратником Мазепы Филиппом Орликом, провозглашённым в Бендерах гетманом Правобережной Украины, подстрекал правительства Турции, Крымского ханства и ряда западноевропейских стран к войне с Россией, пытался создать антироссийскую коалицию европейских держав. Много путешествовал по Европе, между Адрианополем, Вроцлавом, Стамбулом, Веной и Стокгольмом. При монарших дворах Европы Войнаровский осуществляет антироссийскую пропаганду, ищет союзников для борьбы за отделение Украины от России.
Летом 1716 Войнаровский, намереваясь отправиться в Швецию для получения с Карла занятых им у Мазепы 240 000 талеров, и оставив семью во Вроцлаве, прибыл в ганзейский город Гамбург. Принимая во внимание вред, который наносила России его деятельность, Петр I отправил группу офицеров во главе со своим доверенным лицом гвардейцем Александром Румянцевым для захвата Войнаровского.

Войнаровский был схвачен людьми Румянцева 11 октября 1716 года. В карете с закрытыми окнами его немедленно доставили в здание российского дипломатического представительства в Гамбурге. Через полтора месяца дипломатических демаршей по поводу ареста Войнаровского между правительствами Швеции, Франции, Испании, Англии, Австрии, Голландии, вольного города Гамбурга и Россией, 5 декабря 1716 Войнаровский сам попросил магистрат немецкого вольного города выдать его российскому царю Петру, что и было выполнено: в закрытой карете, под стражей российских драгун, эмигранта вывезли из Гамбурга на Восток. 

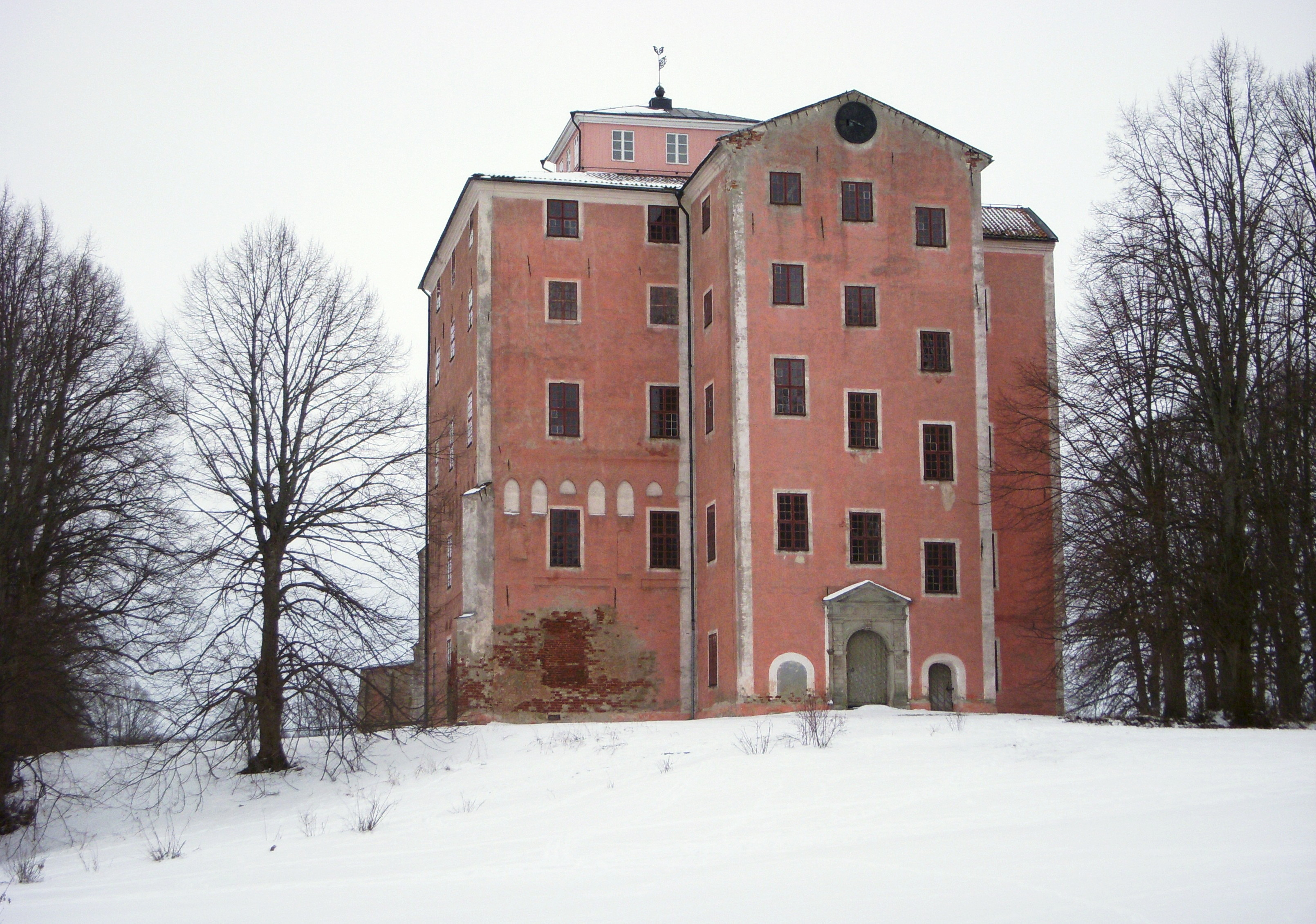
Замок Анны Войнаровской Тиннельсе на одном из островов озера Меларен

Он был доставлен Петру в день именин императрицы, и её заступничество спасло Войнаровского от казни. После суда в Санкт-Петербурге Войнаровский отбыл семилетнее заключение в казематах Петропавловской крепости. После тюремного заключения, осенью 1723 года, был подписан указ о его освобождении из крепости, с одновременной ссылкой в Сибирь.
Через Тобольск он был доставлен в Якутск, где прожил следующие почти двадцать лет своей жизни. А.Бестужев-Марли́нский в «Жизнеописании Войнаровского» к поэме К. Ф. Рылеева писал:

Г. Ф. Миллер, в бытность свою в Сибири в 1736 и 1737 гг., видел его в Якутске, но уже одичавшего и почти забывшего иностранные языки и светское обхождение.
Умер Андрей Войнаровский в 1740 году. Его жена Анна жила после ареста мужа в Швеции, где получила от короля во владение старинный замок Тиннельсе над Малерским озером.